# Hopea sangal
Hopea sangal là một loài thực vật thuộc họ Dipterocarpaceae. Loài này có ở Indonesia, Malaysia, Myanma, Singapore, và Thái Lan.